# Cesare Curcio
Cesare Curcio (Pedace, 18 novembre 1904 – Pedace, 25 agosto 1961) è stato un politico italiano.

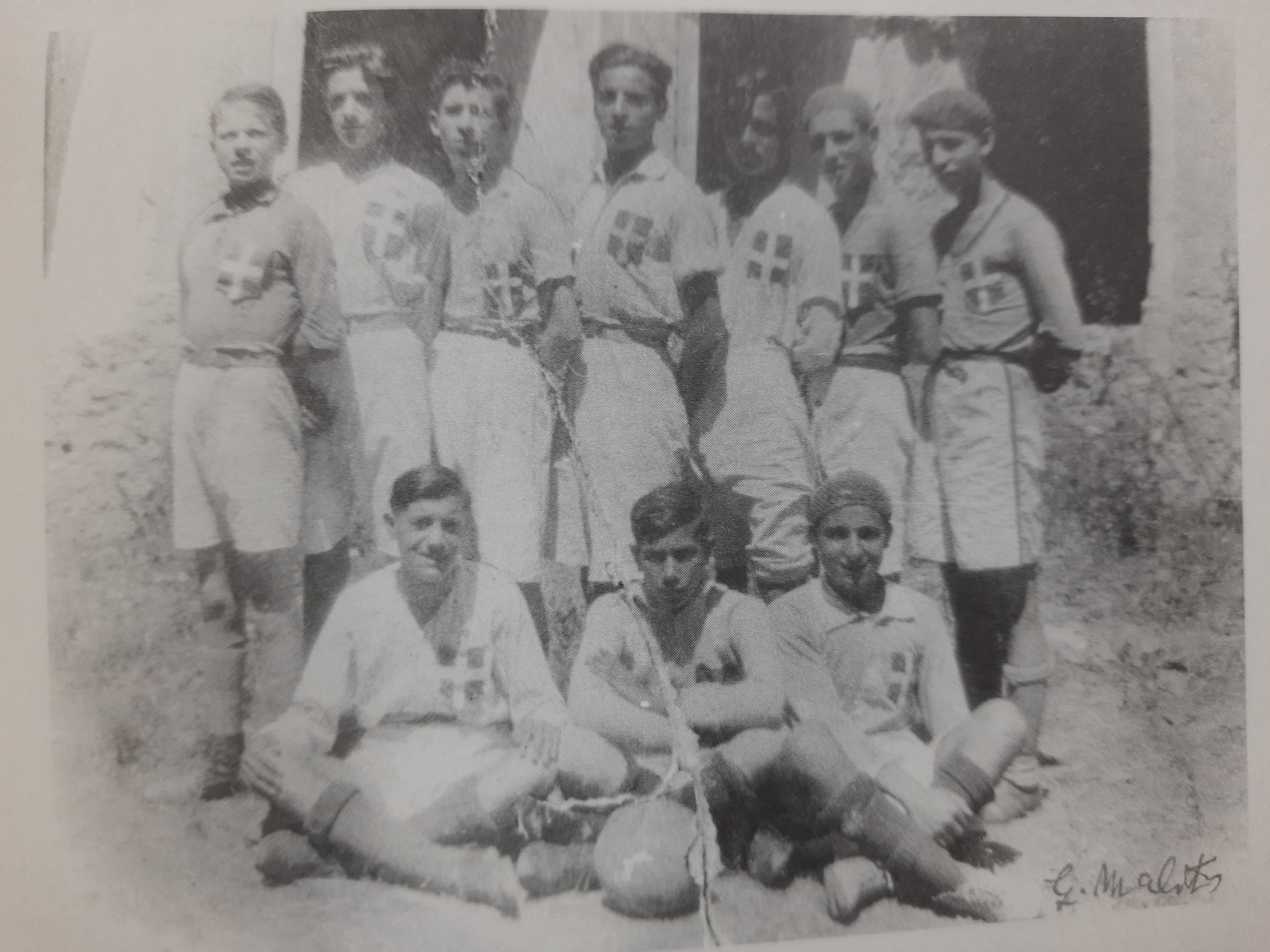
Squadra di calcio di Pedace con Mario Martire (in alto al centro) e Cesare Curcio (il sesto in alto a partire da sinistra) al Convento di San Francesco. Fondo Giuseppe Malito

Figlio di Giuseppe, un attivista del Partito Socialista Italiano e di Rosaria Leonetti, una contadina. Stesso nome del nonno Cesare che si unì a Garibaldi nell'impresa dei mille. La sua famiglia viveva allo "Spicuniellu", nel centro storico di Pedace, nella stessa casa con la famiglia dello zio Luigi Curcio. Aiutava i genitori nella coltivazione dei campi in Sila e nella cura di piccoli terreni vicino al paese. Giocava nella squadra di calcio del paese insieme al futuro Maggiore Pilota Mario Martire. Nonostante le sue umili condizioni, riuscì a diplomarsi perito industriale e ad avviare un'officina meccanica per camion gestita in società fino al 1932. Trovò impiego anche come manovale e trasportatore.

## La resistenza al Fascismo
Si avvicinò alla politica già all'età di 15 anni, nel 1919, quando divenne parte della gioventù socialista. Successivamente, nel 1921, si iscrisse nel Partito Comunista d'Italia prendendo le redini della gioventù comunista di Pedace. La sua lotta per la resistenza iniziò nel 1924 quando il maresciallo dei carabinieri, accompagnato da alcuni fascisti cosentini, si presentò a casa sua pretendendo la consegna delle chiavi della sezione del partito. A causa del suo rifiuto venne malmenato e minacciato.

### Gli arresti
Due anni dopo, nel 1926, venne fermato e incarcerato per 8 giorni a Spezzano della Sila. Nuovamente, nel 1928, sospettato di aver distribuito stampa clandestina, venne imprigionato per 32 giorni. Nel 1930, a causa delle nozze dell'allora principe Umberto di Savoia venne arrestato a titolo precauzionale per 8 giorni. Nel febbraio 1932 con Aladino Burza ed Eduardo Zumpano svolse propaganda comunista a Cosenza e nei Casali (Pedace, Serrapedace, Spezzano Piccolo, Casole, Trenta, Spezzano Della Sila, Rovito, Celico, ecc.). Il 20 maggio 1932 avvenne l'ennesimo arresto. Per 20 giorni venne sottoposto ad atroci torture insieme ad Aladino Burza, Gennaro Sarcone, Antonio Sicoli, Eduardo Zumpano e altri. A seguitò di ciò, la Commissione Provinciale di Cosenza, con ordinanza del 20 luglio 1932, l'assegnò, per due anni, al confino a Ponza. A causa di questa lunga detenzione dovette chiudere la sua avviata officina per camion. Grazie all'amnistia, venne liberato il 13 novembre 1933 dopo 1 anno, 5 mesi e 25 giorni. Ritornò a casa con il provvedimento ridotto ad ammonizione. Ricevette altri arresti, nel 1936 e nel 1938. Nel primo caso venne arrestato per 3 mesi. Infatti partecipò ad una riunione di contadini violando i limiti imposti dall'ammonizione. Nel secondo caso scontò 42 giorni di carcere. Era sospettato di aver violato l'ammonizione a causa di alcune scritte comparse sui muri a Serra Pedace.

### Pietro Ingrao
Nel marzo 1943 ospitò clandestinamente Pietro Ingrao nella sua casella di montagna. Dopo la fine della guerra lo stesso Ingrao volle tornare a Pedace per riabbracciare Cesare. Solo in quell'occasione venne a conoscenza delle congiure, degli arresti e delle trame che avevano segnato la sua vita coraggiosa. Si rividero nuovamente in Parlamento e a tal proposito Ingrao disse: "A me il rivederlo restituiva la gioia emozionante e la passione di quegli incontri silani, che sono stati l'episodio più bello e più singolare della mia lunga militanza.".

### La rivolta della Presila
Nel 1944, 14 operai vennero condannati per aver protestato a causa delle dure condizioni di lavoro. Cesare Curcio, dopo aver ascoltato la sentenza, rivolgendosi indignato verso i giudici, pronunciò la seguente frase: "La Corte è ancora fascista. Operai che reclamano i propri diritti non possono essere condannati". Fu giudicato per direttissima e condannato ad un anno di reclusione. Arrestato dagli americani, fu incarcerato a Colle Triglio (nell'attuale Palazzo Arnone). Appena la notizia si diffuse, nella presila vi fu grande sconcerto. La popolazione reagì immediatamente e organizzò una grande manifestazione di solidarietà. Migliaia di persone accorsero sotto le carceri per chiederne la liberazione. La rivolta si sarebbe potuta concludere tragicamente se Cesare Curcio non fosse intervenuto dal carcere, in un comizio improvvisato, dove invitò tutti a tornare a casa. La detenzione durò 8 mesi. Uscì in anticipo grazie all'intervento di Fausto Gullo.

## Gli incarichi istituzionali

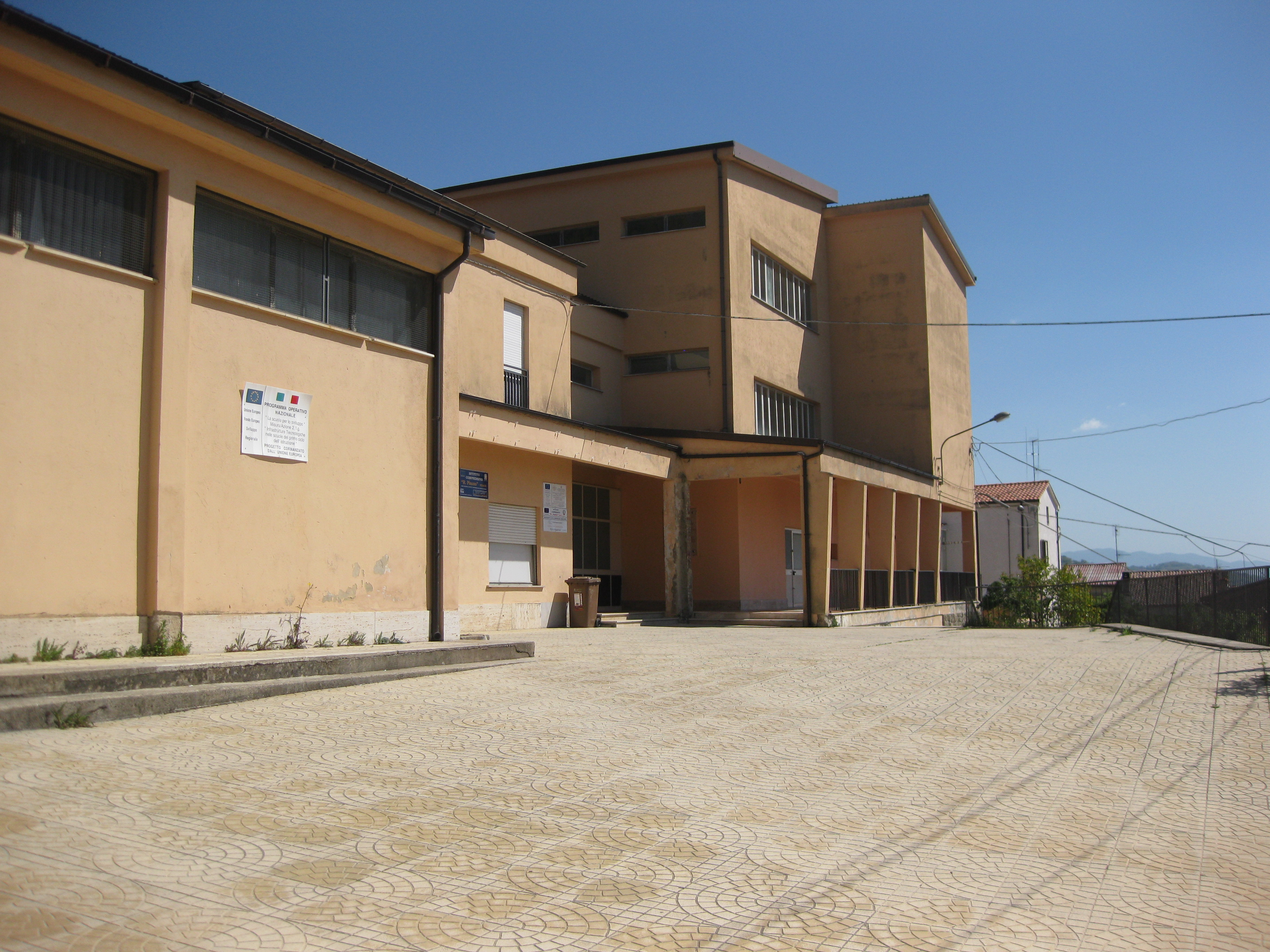
Ex scuola elementare "Cesare Curcio", Pedace

Nelle elezioni del 1946, i pedacesi, riconoscenti per il sostegno durante il periodo fascista, portarono ad una grande vittoria il Partito Comunista d'Italia con 883 voti, pari al 79 % dei votanti, contro i 235 della DC. Venne eletto sindaco di Pedace con 14 voti a favore contro 1. Avviò i lavori di costruzione del vecchio campo di calcio (attualmente trasformato in centro sportivo) e della scuola elementare del paese che ancora oggi porta il suo nome.
Nel 1952 fu eletto Consigliere Provinciale.
Nel 1953, alle elezioni parlamentari della II legislatura della Repubblica Italiana, venne eletto alla Camera dei deputati. La sua elezione suscitò molto clamore in Calabria, in quanto fu il primo contadino calabrese ad entrare a Montecitorio in oltre un secolo di vita parlamentare. Alle successive elezioni parlamentari chiese di non esser ricandidato.
Il 6 novembre 1960 venne nuovamente eletto sindaco di Pedace. Dai 14 consiglieri presenti ottenne 13 voti a favore e una scheda bianca.

## Gli ultimi anni

Funerale di Cesare Curcio lungo Corso Garibaldini

Nel 1943, a seguito della caduta del fascismo, prese parte al Comitato di Liberazione Nazionale di Cosenza. Negli anni successivi, dal 1945 al 1949, subì altri arresti, causati dalla sua partecipazione all'occupazione delle terre in Sila nel ruolo di Segretario della Federterra CGIL.
Nel 1949, dopo aver presieduto una riunione sindacale a Rende (CS), con la sua moto, fu coinvolto in un oscuro e tragico incidente stradale che lo rese, parzialmente invalido e claudicante. Completata l'esperienza in parlamento si dedicò al lavoro politico nel partito e nelle organizzazioni di contadini.
Si sposò nel 1957 con Alessandrina D'Ambrosio, un'insegnante. Ebbe un figlio, Giuseppe, nel 1959. L'anno successivo si ammalò gravemente e morì il 25 agosto 1961 mentre era in carica come sindaco.